# Kiki Sauer

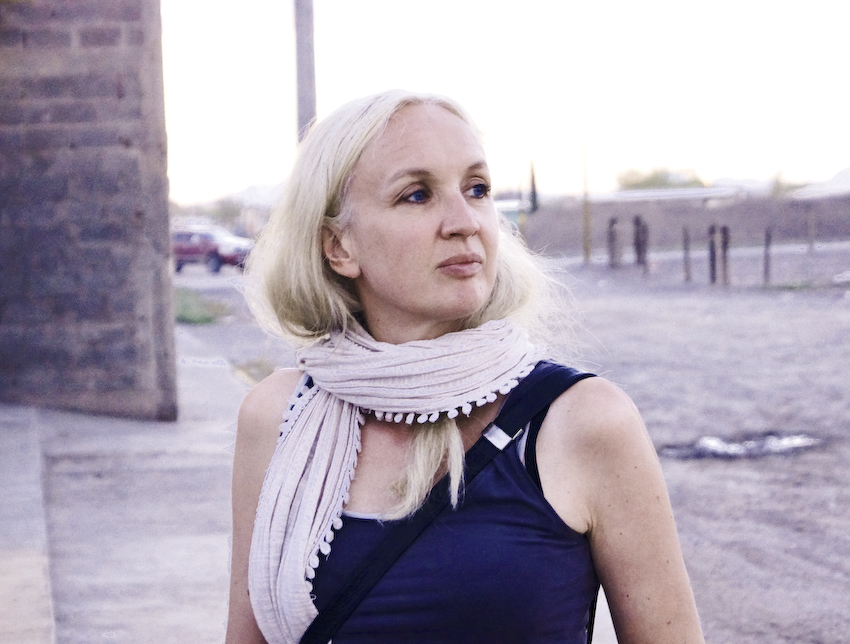
Kiki Sauer in Chihuahua Mexico

Kristin Maria Gabriele „Kiki“ Sauer (* März 1965 in Berlin) ist eine deutsche Musikerin und Texterin.

## Leben
Sie studierte Französisch und Literaturwissenschaften in Berlin und Paris, wo sie auch mehrfach lebte. Sie ist Gründungsmitglied, Sängerin, Akkordeonistin und Texterin der Berliner Band 17 Hippies.
Neben der Musik ist sie Managerin der Band. Sie betreut seit 2001 das Indie-Plattenlabel Hipster Records.